# Polytela tanit
Polytela tanit là một loài bướm đêm trong họ Noctuidae.